# Brug bij Wijnegem (Turnhoutsebaan - N112)
De brug bij Wijnegem (Turnhoutsebaan) is een liggerbrug over het Albertkanaal in de Belgische gemeente Wijnegem. Deze brug wordt doorgaans de bananenbrug genoemd vanwege zijn gekromde vorm. De brug maakt deel uit van de gewestweg N112. De brug werd officieel opengesteld voor het verkeer op 13 september 1990.
In 2022 begon men met ingrijpende werken aan de brug. Zo wordt de huidige brug afgebroken en vervangen door twee nieuwe bruggen: een voor het gemotoriseerd verkeer en een andere voor voetgangers en fietsers. De reden hiervoor is het feit dat het de laatste van 62 bruggen over het Albertkanaal was die geen minimale hoogte van 9,10 meter bezat. Dit is nodig opdat schepen met vier lagen containers eronderdoor zouden kunnen varen.
In januari 2024 werd deze brug afgebroken.